# Doade (Lalín)
Doade (oficialmente San Pedro de Doade) es una parroquia española del municipio de Lalín, perteneciente a la provincia de Pontevedra, en la comunidad autónoma de Galicia.

## Historia
Hacia mediados del siglo XIX, el lugar, ya por entonces perteneciente a Lalín, tenía contabilizada una población de 230 habitantes. Aparece descrito en el séptimo volumen del Diccionario geográfico-estadístico-histórico de España y sus posesiones de Ultramar de Pascual Madoz con las siguientes palabras:

DOADE (San Pedro de): felig. en la prov. de Pontevedra (10 leg.), part. jud. y ayunt. de Lalin (1), dióc. de Lugo (11): sit. á la izq. del r. Asneiro ó Dozon, con buena ventilacion y clima sano. Comprende los l. de Bustelo, Codeseda, Doade, Lama, Lebojil, Nogueira, Penedo, Penelas, San Martiño, San Pedro y Tain, que reunen unas 47 casas de mediana fábrica y comodidad. La igl. parr. (San Pedro) es aneja de al de San Juan de Villanueva; con la cual confina por N. y E., y con la de Santiago de Lebozan por S. y O. El terreno participa de monte y llano, es fértil y abunda en aguas de buena calidad, las cuales juntamente con las del espresado r. Asneiro aprovechan los vec. para sus usos domésticos, y otros objetos. Los caminos son locales y en mediano estado, el correo se recibe en la cap. del ayunt. prod.: algun trigo, bastante maiz, centeno, patatas, hortaliza, legumbres, frutas y pastos; se cria ganado vacuno, mular, lanar y cabrio; hay caza y pesca de varias especies. pobl.: 47 vec., 230 alm. contr.: con su ayunt. (V.)
(Madoz, 1846, p. 391)

En 2022, tenía empadronados 106 habitantes.